# Emmy Ackermans
Emma Ackermans (Maastricht, 1999) is een Nederlands zangeres. Ze werd in 2023 de winnares van het allereerste Regio Songfestival.

## Biografie
Ackermans nam in 2017 voor het eerst zanglessen. In 2021 vormde ze samen met Danny Dupont het duo Emmy & Danny. Samen wonnen ze de talentenjacht Open Podium in Sittard.
In september 2023 werd Ackermans verkozen om Limburg te vertegenwoordigen op de allereerste editie van het Regiosongfestival. Ze trad hier aan met het door haar zelf in het Limburgse dialect geschreven nummer 't letste rundje. Ze kreeg 177 punten van de vakjury's en kijkers waardoor ze als allereerste het Regiosongfestival wist te winnen. Ackermans kon hiermee haar podiumvrees definitief achter zich laten.

## Discografie

### Singles
- 't Letste Rundje (2023)
- Bijna 100.000 (2024)